# Indiai egyrúpiás érme
Az indiai ₹1-s vagy egyrúpiás érme az indiai rúpia második legkisebb forgalomban lévő érméje.

## Adatok

### Decimalizálás előtt
| Átmérő  | Tömeg  | Vastagság | Összetétel | Verési évek | Jegyzetek                   |
| ------- | ------ | --------- | ---------- | ----------- | --------------------------- |
| 27,9 mm | 11,7 g | 2,65 mm   | Nikkel     | 1950-1954   | 1 rúpia = 16 anna = 64 pice |

### Decimalizálás után
| Előlap | Hátlap | Átmérő   | Tömeg  | Vastagság | Összetétel        | Verési évek     | Jegyzetek |
| ------ | ------ | -------- | ------ | --------- | ----------------- | --------------- | --------- |
|        |        | 28 mm    | 10 g   | 2,4 mm    | Nikkel            | 1962, 1970-1974 | [ 2 ]     |
|        |        | 28 mm    | 8 g    | 2 mm      | Réz-nikkel        | 1975-1982       | [ 3 ]     |
|        |        | 26 mm    | 6 g    | 1,47 mm   | Réz-nikkel        | 1983-1991       | [ 4 ]     |
|        |        | 25 mm    | 4,85 g | 1,4 mm    | Rozsdamentes acél | 1992-2004       | [ 5 ]     |
|        |        | 25 mm    | 4,95 g | 1,5 mm    | Rozsdamentes acél | 2004-2006       | [ 6 ]     |
|        |        | 25 mm    | 4,8 g  | 1,47 mm   | Rozsdamentes acél | 2007-2011       | [ 7 ]     |
|        |        | 21,93 mm | 3,76 g | 1,45 mm   | Rozsdamentes acél | 2011-2019       | [ 8 ]     |

## Verési adatok
A táblázat az 1962 és 1988 között vert egyrúpiások verési adatait mutatja. 1989-től nem érhetőek el verési adatok.
| Év   | Mumbai    | Haidarábád | Noida | Kolkata | Mumbai (Proof) | Egyesült Királyság |
| ---- | --------- | ---------- | ----- | ------- | -------------- | ------------------ |
| 1962 | +         |            |       | 3 689   |                |                    |
| 1970 | +         |            |       |         | 3              |                    |
| 1971 |           |            |       |         | 4              |                    |
| 1972 |           |            |       |         | 8              |                    |
| 1973 |           |            |       |         | 8              |                    |
| 1974 |           |            |       |         | +              |                    |
| 1975 | 98 850    |            |       | +       | +              |                    |
| 1976 | 161 895   |            |       | +       | +              |                    |
| 1977 | 177 105   |            |       |         | +              |                    |
| 1978 | 127 348   |            |       | +       | +              |                    |
| 1979 | +         |            |       | +       | +              |                    |
| 1980 | 84 768    |            |       | +       | +              |                    |
| 1981 | 82 458    |            |       | +       | +              |                    |
| 1982 | 116 811   |            |       |         |                |                    |
| 1983 | 32 490    |            |       | +       |                |                    |
| 1984 | 152 378   | +          |       | +       |                |                    |
| 1985 | 444 516   |            |       | +       |                | +                  |
| 1986 | 1 396 074 | +          |       | +       |                |                    |
| 1987 | 685 502   | +          |       | +       |                |                    |
| 1988 | 240 447   | +          | +     | +       |                |                    |

+Az adott évben és pénzverdében vertek érmét, de a vert érmék darabszáma nem ismert.

## Emlékérmék
1964 óta vernek egyrúpiás forgalmi emlékérméket. 2023-ig 27 különböző ilyen érmét vertek.